# 교수 매체
교수 매체(敎授媒體)는 교사가 학생을 가르치는 데 활용되는 매체이다.

## 개요
매체는 송신자와 수신자 사이에서 정보를 전달하는 매개수단이다. 이를 교수에 적용해본다면 교수매체는 교수 학습 활동을 효과적으로 하기 위해 사용되는 모든 도구를 뜻한다. 여기에는 교사, 교재, 학습 도구 등을 비롯해 컴퓨터, 멀티미디어, 인터넷을 포함한 학습환경까지 포함된다.
현대에 이르러 교육공학에 대한 개념이 바뀌면서 매체를 보는 시각이 넓어졌다. 종래에 교수활동을 하는 데 있어서 내용을 보충하는 보조자료라는 협의 개념을 탈피하여 오늘날에는 교수-학습 과정에서 교수 목표를 달성하기 위하여 학습자와 교수자간에 사용되는 모든 수단을 교수매체로 생각해야 한다는 광의의 개념으로 바뀌고 있다. 근래에 교수매체는 시청각기재와 교재뿐만 아니라 인적자원, 전달하는 메시지, 학습환경,, 시설 등을 모두 포함하는 포괄적이고도 종합적인 개념으로 보고 있다.

## 이론과 모형
교수매체를 선택, 개발, 활용하는데 근거가 되는 이론은 교수-학습 이론이다. 지금까지 연구, 적용되어온 교수-학습 이론은 크게 세 가지 관점에서 살펴볼 수 있다. 여기에는 행동주의, 인지주의, 구성주의가 포함된다. 고전 모형으로 Hoban의 시각 교재 분류와 Dale의 경험의 원추모형이 가장 역사가 짧은 ASSURE모형이 교수-학습 이론을 기반으로 교수 매체를 선정, 개발, 활용하고자 할 때에 활발하게 사용되고 있다.

### Hoban의 시각 교재 분류
Hoban(1937) 등(이하 Hoban)에 의하면 교육의 목적은 지적 경험을 일반화하는데 있으며 이를 위해 교재의 시각화가 필요하다고 주장하였다.
Hoban은 여러 종류의 시각적 교재를 구체성-추상성을 기준으로 분류하고, 이들 교재가 교육과정상에서 사용되는 경우 제공할 수 있는 학습경험과 효과를 분석하고 있다.
Hoban은 견학과 같이 실제적 현상을 총체적으로 직접 관찰하는 경우를 가장 구체적인 교수형태로 제시하였다. 반면 언어에 전적으로 의존하는 교수 형태를 가장 추상적인 경우로 분류했다.

### Dale의 경험의 원추 모형
Dale(1969)은 ‘경험의 원추(cone of experience)’라는 모형을 소개하면서 학습자들이 직접 참여하는 직접적 목적적 경험(direct purposeful experience)에서 학습자들이 수동적인 입장에서 매개를 통해 관찰하는 위치로, 그리고 학습자들이 시각적인 상징을 관찰하는 추상적인 단계로 발전시켰다.
Dale의 경험의 원추 모형은 행위에 의한 학습, 영상을 통한 학습, 추상적 상징적 개념에 의한 학습으로 구분될 수 있으며, 이는 Bruner가 분류한 세 가지 학습경험, 즉 직접적 목적적 경험, 영상을 통한 경험, 상징적 경험과 일치한다.
Dale의 경험의 원추모형에서는 시청각교재가 제공하는 구체적 경험의 정도에 따라 교재를 분류하여 원추의 하부에서 상부로 올라갈수록 추상성이 높아지고, 상부에서 하부로 내려올수록 구체성이 높아지는 방법을 택하고 있다. 여기서 교재는 학습자의 지적 능력이나 경험에 맞추어 선택하는 것이 적절하고 따라서 반드시 원추의 맨 아래 단계인 직접적 경험부터 시작할 필요는 없다고 하였다.

### Berlo의 SMCR모형

#### Berlo SMCR모형의 개념
Berlo의 SMCR모형은 상호간의 효과적인 의사소통을 위해서 송신자와 수신자간의 커뮤니케이션 과정을 분석한 모형이다

#### Berlo SMCR모형의 구성요소
Berlo는 SMCR모형에서 의사소통과정에 있어서 송신자,전달내용,통신수단,수신자네 가지 요인을 들었다.
- 송신자(S):송신자가 메시지를 전달하는데 있어 태도,지식,사회,문화 등이 영향을 미친다.
- 메시지(M):송신자가 보내는 전달내용은 내용, 요소, 처리, 구조, 코드 등으로 이루어지게 된다.
- 통신수단(C):통신수단에는 인간의 다섯가지 감각인 시각,청각,촉각,후각,미각이 있다.
- 수신자(R):수신자가 가진 태도,지식,사회,문화 등에 의해 받아들여지고 해석된다.

#### Berlo SMCR모형의 특징
의사소통을 단순히 정보의 전달이 아닌 송신자와 수신자간의 커뮤니케이션 과정으로 파악하고 있다.
송신자와 수신자의 태도,지식,사회,문화 등이 송신자가 메시지를 전달하고 수신자가 메시지를 해석하는데 영향을 미치는데 고려해야 한다는 점이 제시되었다.

### ASSURE 모형
ASSURE모형은 Heinich와 그의 동료들이(1996) 교수-학습 과정에서의 효과적인 교수 매체 활용을 위해 고안해낸 모형이다. 이 모형은 6단계로 이루어져 있으며 구체적인 단계는 학습자 분석(Analyze learner), 목표 진술(State objectives), 교수방법, 매체 자료의 선정(Select methods, media and material), 매체와 자료의 활용(Utilize methods, media and material), 학습자의 참여유도 및 평가와 수정(Evaluate and revise)이며 이들의 첫 글자를 따면 ASSURE가 된다.
매체를 활용하기 위한 ASSURE모형은 훈련 현장이나 일선 교사가 수업을 계획하고 수행하면서 활용할 수 있도록 수업 상황을 전제로 개발되었다. 일반적인 교수 설계 모형은 교수 분석 과정에서 시작하여 수업의 전 과정에서 일어나는 문제를 종합적으로 다루고 있기에 전문가가 필요하지만, ASSURE모형은 교수매체를 활용하는 학습지도안을 쉽게 작성할 수 있는 실천적인 모형이다.

#### 학습자 분석(Analyze Learners)
학습자 특성은 교재의 내용 및 제시 방법, 교수매체 효과에 영향을 미친다. 그러므로 교수매체를 활용하고자 할 때, 첫 번째 단계는 학습자를 분석하는 일이다. 대체로 일반적 특성, 특별한 출발점 능력, 학습 양식을 포함한다. 학습자의 일반적 특징은 연령, 학력, 지위, 지적이니 적성, 사회경제적 특성 등이 있다. 출발점 능력은 출발점 행동이라고 불리기도 하며 이는 새로운 학습을 시작 하기 전 학생이 지니고 있는 지식, 기능 및 태도를 의미한다. 마지막으로 학습양식은 개개 학습자가 어떻게 학습 환경을 인지하고 적용하며 반응하느냐에 관한 심리학적인 특징을 말한다. 이 학습 양식은 매체 선정 시 중요한 요인으로 작용한다.

#### 목표 진술(State Objectives)
교수매체의 체계적인 활용을 위한 두 번째 단계는 가능한 자세하게 학습자가 학습을 마친 후 무엇을 할 수 있는가를 진술하는 것이다. 구체적으로 학습자들이 도달해야 하는 목표 지점은 어디이며, 어떠한 새로운 능력을 발휘할 수 있어야 하는가를 서술해야 한다. 구체적 목표는 교사뿐 아니라 학습자의 학습 성취에도 도움을 준다. 구체적으로 명확하게 진술된 목표는 학습자로 하여금 무엇을 배워야 하는지 정확하게 인식하게 하고 그에 대한 준비를 하게 한다.

#### 교수방법, 매체, 자료의 선정(Select methods, media and material)
매체와 공학을 사용하기 위해 세 단계를 거치게 된다. 첫째, 주어진 학습 과제를 위한 적당한 방법을 결정해야 한다. 둘째, 방법을 수행하는데 알맞은 매체의 유형을 선택하여야 한다. 셋째, 선정된 매체 유형에서 가장 알맞은 특정 자료를 선택, 수정, 설계 또는 제작하여야 한다.

##### 교수방법의 선정
교육 방법은 교육 내용을 제시하는 형태로 교사가 학습자에게 교육 내용을 어떻게 전달해야 하는가 하는 방법을 의미한다. 교수방법은 앞서 설정된 교육목표를 성공적으로 달성하기 위해 선정된 교육 내용을 학습자에게 효과적으로 전달하기 위한 수단이다. 교육 방법에는 강의식 수업, 토의식 수업, 탐구학습 방법 등이 있으며 교수 방법은 수업 내용과 목표, 학습자, 교사의 교육관 그리고 교육 외적 조건에 따라 결정될 수 있다.

##### 교수매체 선정
가르치고자 하는 내용과 목표가 어떤 환경 하에서 제공될 것인지를 파악하여 가장 효과적인 교수매체를 선정해야한다.

##### 교수자료 선정
교수 자료를 선정하는 방법에는 크게 세가지가 있다. 첫째, 이미 만들어진 기존 자료 중에 적합한 것을 골라 사용하는 방법이 있다. 둘째, 적절한 기존 자료가 없을 때에는 이들 자료의 녹음내용이나 캡션 등을 재편집하여 사용하는 방법이다. 마지막으로 교재를 새로 제작하여 사용하는 방법이 있다. 학습목표에 따라 가장 효과적인 방법을 선택하거나 여러 방법을 함께 사용할 수 있다.

#### 매체와 자료의 활용(Utilize Media and Material)
교수매체의 효과적인 제시는 사전 시사로부터 시작된다. 제시할 자료들을 지정된 장소에서 미리 시사해 봄으로써 학생들의 수준과 목표에 적합한 지를 결정하고, 자료의 상태를 조사할 수 있다. 또한 자료 제시 방법과 수업을 전개할 주변 환경 역시 사전에 정비하고 학습자를 미리 준비시킬 필요가 있다.

#### 학습자 참여의 유도(Require Learner Participation)
학습은 내용을 일방적으로 학습자에게 전달하는 것이 아니라 학습자가 학습 과정에 능동적으로 참여할 때 보다 큰 효과를 낼 수 있다. Kemp는 학습자가 학습과정에 능동적으로 참여할 수 있는 방법을 제시했다. 이에 '즉각적인 필기나 구두 반응을 요구하는 질문을 한다','필기 활동을 지시한다','보거나 들은 것으로부터 선택, 판단, 결정을 하도록 요구한다','보거나 들은 활동이나 기술과 관련된 수행을 요구한다'가 포함된다.

#### 평가와 수정(Evaluate and Revise)
교수활동이 끝나면 이에 대한 효과를 평가해야 한다. 이는 지속적인 매체활용을 위한 시발점이기도 하다. 평가는 크게 학습자의 학습 목표 달성 평가, 교수매체와 교수방법에 대한 평가, 그리고 교수-학습과정에 대한 평가로 구성된다.

## 종류
- 상호작용 매체
- 시청각 매체
- 청각 매체